# Set Adrift on Memory Bliss
«Set Adrift on Memory Bliss» (с англ. — «Погрузитесь в блаженство воспоминаний») — песня американской хип-хоп-группы P.M. Dawn, выпущенная в августе 1991 года лейблами Gee Street Records и Island Records в качестве второго сингла с их дебютного альбома Of the Heart, of the Soul and of the Cross: The Utopian Experience (1991). Она построена на сэмплах песен «True» группы Spandau Ballet и «Ashley’s Roachclip» группы Soul Searchers и версии Боба Джеймса «Take Me to the Mardi Gras» Пола Саймона, а остальная часть песни написана вокалистом P.M. Dawn Эттреллом «Prince Be» Кордесом. В написании трека принимали участие только Принс Бе и автор «True» Гэри Кемп.
Песня стала единственным хитом номер один группы P.M. Dawn в чарте Billboard Hot 100, и это была первая песня номер один после дебюта системы Nielsen SoundScan, которая отслеживала эфир и продажи более тщательно, чем раньше, когда Billboard приходилось полагаться на ручные отчёты о продажах и данные об эфире. Согласно тестовым чартам системы SoundScan, сингл «Set Adrift on Memory Bliss» занимал первое место как минимум три недели, но официально он продержался на первом месте всего одну неделю. В мировом масштабе песня достигла первого места в Новой Зеландии, третьего места в Великобритании и седьмого места в Австралии. Режиссёром клипа выступил Марк Пеллингтон. Песня заняла 81 место в списке VH1 «100 величайших песен хип-хопа». Blender поставил её на 94 место в своём списке «Величайших песен с тех пор, как ты родился» в 2005 году.

## Отзывы
В ретроспективной рецензии Джастин Чедвик из Albumism назвал песню «незабываемой» и «чистым поп-совершенством». Он добавил: «Независимо от того, какое у вас в итоге сложилось общее мнение о P.M. Dawn, если вы похожи на меня, то вы попали на крючок их хука, когда впервые услышали пронизанное поп-музыкой великолепие „Set Adrift on Memory Bliss“». Стив Хьюи из AllMusic описал её как «мерцающую» балладу. Другой редактор AllMusic, Хэл Хоровиц, сказал, что это «удивительно зрелая дебютная мелодия». После релиза Джей Ди Консидайн из The Baltimore Sun отметил, что «они создают совершенно новые грувы из полузабытых кусочков песен, как, например, кусочек песни Spandau Ballet „True“, который появляется в „Set Adrift on Memory Bliss“. Приятный сюрприз». Дэйв Шолин из Gavin Report написал: «Гипнотический рэп от братьев из Нью-Джерси Prince Be и DJ Minutemix […] не только вызывает пару воспоминаний, но и наверняка породит новые. В нём есть свежие элементы производства и припев с расслабляющими, успокаивающими свойствами хорошего долгого массажа. Став массовым хитом за рубежом, он станет таким же большим в Северной Америке благодаря раннему прослушиванию на ключевых кроссоверных площадках». Эверетт Тру из Melody Maker сказал: «Мне он очень нравится — сочетание хиппи нового века с романтиками старой эпохи делает его довольно приятным спокойным грувом и несомненным хитом».
Алан Джонс из Music Week назвал его синглом недели, прокомментировав: «Блестящий звуковой ландшафт начинается с приятной вокальной работы, за которой следует барабанная дорожка из „Don't Look Any Further“ Dennis Edwards, после чего песня Spandau Ballet „True“ переходит в мягкий рэп. Безмятежный летний успех»

### Итоговые списки
«Set Adrift on Memory Bliss» занял 19 место в списке «Синглов года» журнала NME в декабре 1991 года. В 1993 году она была удостоена одной из премий BMI «Pop Awards», которой награждались авторы песен, композиторы и музыкальные издатели песни. VH1 поместил её на 81 место в списке «100 величайших песен хип-хопа». В 2005 году Blender поместил её на 94 место в списке «Величайшие песни с тех пор, как ты родился». В 2020 году Cleveland.com поместил песню под номером 27 в список лучших песен номер один Billboard Hot 100 1990-х годов, назвав её «одним из самых маловероятных хитов № 1 в этом списке и, возможно, самым сложным». Они добавили: «Каким-то образом все это сводится к четырём минутам хип-хопа, ну, блаженства».

## Музыкальное видео
Премьера сопровождающего клипа на песню состоялась в августе 1991 года, его снял американский режиссёр Марк Пеллингтон. Вокалист Spandau Ballet Тони Хэдли появляется ближе к концу видео.

## Список треков
| - Американский 12-дюймовый и макси-CD-сингл 1. «Set Adrift on Memory Bliss» (extended mix) — 6:04 2. «Set Adrift on Memory Bliss» (radio mix) — 3:57 3. «A Watcher's Point of View (Don't 'Cha Think)» (Youth extended mix) — 6:05 4. «A Watcher’s Point of View (Don’t 'Cha Think)» (Youth radio mix) — 3:58 - Американский и Канадский кассетный сингл 1. «Set Adrift on Memory Bliss» (radio mix) — 3:57 2. «A Watcher’s Point of View (Don’t 'Cha Think)» (Youth radio mix) — 3:58 - Британский 7-дюймовый и кассетный сингл - Австралийский CD- и кассетный сингл - Японский мини-CD-сингл 1. «Set Adrift on Memory Bliss» (radio mix) 2. «For the Love of Peace» | - Британский 12-дюймовый сингл A1. «Set Adrift on Memory Bliss» (extended mix) A2. «Set Adrift on Memory Bliss» (radio mix) B1. «Set Adrift on Memory Bliss» (LP version) B2. «For the Love of Peace» - Британский и Японский макси-CD-сингл 1. «Set Adrift on Memory Bliss» (radio mix) 2. «Set Adrift on Memory Bliss» (extended mix) 3. «Set Adrift on Memory Bliss» (LP version) 4. «For the Love of Peace» |

## Чарты

### Еженедельные чарты
| Чарт (1991—1992)                      | Высшая позиция |
| ------------------------------------- | -------------- |
| Австралия (ARIA)                      | 7              |
| Австрия (Ö3 Austria Top 40)           | 9              |
| Бельгия/Фландрия (Ultratop 50)        | 14             |
| Канада (RPM Top Singles)              | 9              |
| Канада (RPM Dance/Urban)              | 1              |
| Дания (IFPI)                          | 8              |
| Европа (European Hot 100 Singles)     | 5              |
| Европа (European Dance Radio)         | 1              |
| Франция (SNEP)                        | 17             |
| Германия (GfK)                        | 3              |
| Греция (IFPI)                         | 2              |
| Ирландия (IRMA)                       | 5              |
| Италия (Musica e dischi)              | 10             |
| Нидерланды (Dutch Top 40)             | 6              |
| Нидерланды (Single Top 100)           | 4              |
| Новая Зеландия (Recorded Music NZ)    | 1              |
| Швеция (Sverigetopplistan)            | 7              |
| Швейцария (Schweizer Hitparade)       | 4              |
| Великобритания (UK Singles Chart)     | 3              |
| Великобритания UK Dance (Music Week)  | 1              |
| США (Billboard Hot 100)               | 1              |
| США 12-inch Singles Sales (Billboard) | 1              |
| США Dance Club Play (Billboard)       | 6              |
| США Hot R&B Singles (Billboard)       | 16             |

## Сертификации
| Регион                                                      | Сертификация | Продажи  |
| ----------------------------------------------------------- | ------------ | -------- |
| Австралия (ARIA)                                            | Золотой      | 35 000^  |
| США (RIAA)                                                  | Золотой      | 500 000^ |
| ^ Данные о тиражах приведены только на основе сертификации. |              |          |